# Сливен (футбольний клуб)
«Сливен 2000» (болг. ОФК Сливен 2000) — болгарський футбольний клуб з міста Сливен. Домашні матчі команда проводить на стадіоні «Хаджи Димитр», що вміщає близько 12 500 глядачів.

## Історія
У 1914 році в Сливені був заснований футбольний «Спортіст», який надалі мав назву «Асеновець». У 1949 році клуб потрапив під опіку армії і змінив назву на ДНА (Будинок народної армії), після чого називався «Генерал Заїмов» (1957—1963) та «Млада Гвардія» (1963—1964). У 1964 році клуб об'єднався з «Хаджі Дімітаром» під назвою «Сливен».
Після Другої світової війни клуб брав участь у другому дивізіоні протягом десяти років, після чого вперше в історії вийшов до вищої ліги країни у сезоні 1963/64. До сезону 2008/09 років клуб зіграв 22 сезони на найвищому рівні болгарського футболу (включаючи безперервно з 1974 по 1993 рік). У сезоні 1983/84 ФК «Слівен» зайняв 7-е місце в чемпіонаті, але через дискваліфікації інших команд опинився на третій позиції і завоював право виступати в Кубку УЄФА. Таи сливенська команда здобула перемогу 1:0 над сараєвським «Железничаром», але в гостях поступилася з рахунком 1:5.
Найбільший успіх «Сливен» досягнув у 1990 році, вигравши Кубок Болгарії, здолавши у фіналі столичне ЦСКА (2:0). Цей результат дозволив команді знову потрапити у єврокубок, цього разу в Кубок володарів кубків, де у першому ж раунді болгарам потрапив у суперники італійський гранд «Ювентус», від якого «Сливен» зазнав двох поразок — 0:2 вдома і 1:6 в Турині.
Протягом наступних кількох років клуб пішов у глибоку кризу, опустився до регіональних футбольних груп і збанкрутував у 1998 році.
У 2000 році команду було відновлено шляхом створення муніципального футбольного клубу ОФК «Сливен 2000». У 2002 році Йордан Лечков повернувся в команду на посаду граючого тренера, а через рік він був обраний мером міста Сливен і взяв на себе управління муніципальним клубом. Це дало свої результати і вже у 2008 році клуб повернувся до вищого дивізіону країни. Там клуб провів ще три сезони, поки не став останнім у сезоні 2010/11, після чого став виступати у другому дивізіоні. На початку 2013 року клуб був виключений з нього через фінансові труднощі, а у 2016 році команда була відправлена до четвертої аматорської ліги, головним чином через подальші фінансові проблеми.

## Досягнення
Чемпіонат Болгарії
- Бронзовий призер: 1983/84

Кубок Болгарії
- Володар (1) 1990.

## Статистика у єврокубках
| Сезон   | Турнір                 | Етап | Клуб                   | Вдома | В гостях | Результат |
| ------- | ---------------------- | ---- | ---------------------- | ----- | -------- | --------- |
| 1984-85 | Ліга Європи УЄФА       | 1Р   | «Желєзнічар» (Сараєво) | 1:0   | 1:5      | 2:5       |
| 1990-91 | Кубок володарів кубків | 1Р   | «Ювентус»              | 0:2   | 1:6      | 1:8       |

## Відомі гравці
- Йордан Лечков
- Іван Стоянов
- Костадин Стоянов
- Стефан Аладжов
- Георгі Йорданов
- Аспарух Никодимов
- Александар Тонев

## Відомі тренери
- Йордан Лечков (2002—2004)